# The Company of Men
Pour les articles homonymes, voir Company.
The Company of Men est un groupe de musique folk rock suisse romand, formé au début des années 2010.

## Biographie
The Company of Men est formé au début des années 2010 par les membres de deux anciens groupes de rock : Favez et Chewy. Il se compose de trois Vaudois et d'un Valaisan : les frères Christian Wicky et Grégory Wicky, chanteurs et guitaristes vaudois de Favez pour le premier et de Chewy pour le second ; Jeff Albelda, membre valaisan de Favez ; et Sandro Lisci, batteur vaudois de Chewy, remplacé après le deuxième album de 2020 par Guillaume Conne, membre vaudois de Rosqo qui avait joué un temps pour Chewy,,. Le groupe est « sans véritable leader ».
Connus pour faire des concerts privés chez l'habitant, dits « de salon »,,, ils donnent un concert de 24 heures d'affilée, intitulé « Les 24 heures des Men » (clin d'œil à la participation d'André Wicky, père de deux membres du groupe, à la fameuse course), lors du PALP Festival de 2022,.

## Style
« [P]orté[s] sur les harmonies vocales », ils jouent « une musique folk qui s'autorise [...] de réjouissantes envolées pop et rock ».

## Membres
- Jeff Albelda (guitare, piano, chant[10])
- Guillaume Conne (depuis 2021 ; guitare, piano, chant[10])
- Christian Wicky (basse[11], chant[10])
- Grégory Wicky (chant, guitare[10])

### Ancien membre
- Sandro Lisci (jusqu'en 2020)

## Discographie
- 2016 : I Prefer the Company of Men, Vitesse Records/Irascible Music
- 2020 : Sounds Of The Century, Vitesse Records/Irascible Music
- 2024 : A Big Old Fire, Vitesse Records/Irascible Music